# Dorper Bemd
De Dorper Bemd is een natuurgebiedje te Zutendaal dat zich bevindt tussen de pastorie en de Dalerschans. Het heeft een oppervlakte van 2,5 ha en is in bezit van de gemeente.
Vroeger was dit een hooiland, en tegenwoordig wordt het op een natuurlijke wijze beheerd. Er zijn houtwallen, oude bomen, amfibieënpoelen, knotwilgen, bloemrijke hooilanden en hoogstamboomgaarden te vinden.